# Ohzora Publishing
Ohzora Publishing, Inc. (宙出版?), conosciuta anche come Ohzora Shuppan, è una casa editrice giapponese fondata nel 1990 nota soprattutto nel settore dei manga josei. La sede principale si trova a Tokyo, dove pubblica manga, riviste di manga ed antologie a fumetti. L'azienda viene diretta da Nobuo Kitawaki (北脇信夫?), che ha fondato anche nel 2006 un'azienda americana affiliata di nome Aurora Publishing. L'Aurora Publishing è la filiale statunitense della Ohzora.

## Riviste
- Cool-B
- P-mate
- DIVAS
- Harlequin
- Project X
- NextComic First